# 9А84
9А84 — радянська та російська самохідна пуско-заряджальна установка зі складу ЗРС С-300В.

## Опис конструкції
Пуско-заряджальна установка 9А84 призначається для зберігання, перевезення та заряджання пускової установки 9А82 двома зенітними керованими ракетами 9М82. Крім того, є можливість проводити пуск ракет при поєднанні з пусковою установкою 9А82. Для заряджання пускової установки, на 9А84 є спеціальне кранове обладнання. Заряджання може проводитися також із ґрунту або з транспортних засобів, також є можливість здійснювати самозаряджання. Основні принципи роботи та функціонування машини аналогічні до пуско-заряджальної установки 9А85, основною відмінністю є пристрій та робота механізму приведення транспортно-пускових контейнерів у бойове положення.

### Ходова частина
Усі засоби пуско-заряджальної установки 9А84 встановлені на спеціальне гусеничне шасі, що має індекс ГБТУ — «Об'єкт 835» (рос. Объект 835). Шасі розроблено у конструкторському бюро Ленінградського заводу імені Кірова. В основі конструкції лежить шасі самохідної гармати 2С7 «Піон». Змінено положення моторно-трансмісійного відділення (перенесено до кормової частини машини), вузли та агрегати шасі по окремих вузлах уніфіковані з танками Т-72 та Т-80.

## Модифікації
- 9А84 — пускова установка ЗРС С-300В
- 9А84М — пускова установка ЗРС С-300ВМ із ЗКР 9М83М
  - 9А84МЭ — експортний варіант